# Ava de Ribagorza
Ava de Ribagorza (c.942-c.995), hija de Ramón II de Ribagorza y de Garsenda de Armañac, fue consorte del condado de Castilla por su matrimonio con el conde García Fernández. 

## Biografía
Su matrimonio fue celebrado en vida de su padre y posiblemente debido a la influencia de Toda de Pamplona. 
Tras la muerte de su padre en el 960 se inició una cierta crisis en el condado ya que sus hermanos no habían dejado herederos legítimos, solo un hijo extramatrimonial de su hermano Isarno llamado Guillermo que fue enviado a Castilla para su formación tenía derechos sucesorios y aun así tras su muerte en el 1017 tras ir a reclamar su derecho sucesorio en el valle de Arán, acción que terminó desembocando en la vinculación del condado al reino de Pamplona.
Tras su muerte fue enterrada junto a su marido en el monasterio de San Pedro de Cardeña en Burgos.

## Matrimonio y descendencia
Casada con el conde García Fernández alrededor de 960, , de los seis hijos que rebasaron la edad juvenil el único hijo varón será el sucesor al frente del condado de su marido; una de las hijas, Elvira, será reina de León; otras dos, Toda y Mayor, casarán con magnates investidos con la dignidad condal; y finalmente las últimas, Urraca y Oneca seguirán la vida religiosa, dirigiendo sendos monasterios, de acuerdo con su alto origen, como hijas de los condes de Castilla.
- Sancho García, conde de Castilla,[5][4] casado con Urraca Gómez, hija de Gómez Díaz.[6]
- Gonzalo García,[3][5] posiblemente el origen del linaje de los Salvadores y de la Casa de Lara.
- Urraca García (m. 1039). Religiosa y primera abadesa en la colegiata de San Cosme y San Damián de Covarrubias.[3]
- Toda García, casada con Sancho Gómez, hijo del conde Gómez Díaz.[7]
- Elvira García (fallecida en 1017), que contrajo matrimonio con Bermudo II de León.[8][4]
- Mayor García, casada con Ramón III de Pallars Jussá. Repudiada por su marido, tal vez por motivos de parentesco, se sostuvo en una zona de su condado hasta que, hacia 1025,[9] se vio obligada a volver a Castilla, donde fue abadesa-condesa en el monasterio de San Miguel de Pedroso.[10]
- Oneca García, fue primero abadesa en el monasterio de San Juan en Cillaperlata y después abadesa del monasterio de San Salvador de Oña.[9]

| Predecesor: Fernán González | Conde de Castilla 970-995 | Sucesor: Sancho García |